# Generał Antonio Ricardos

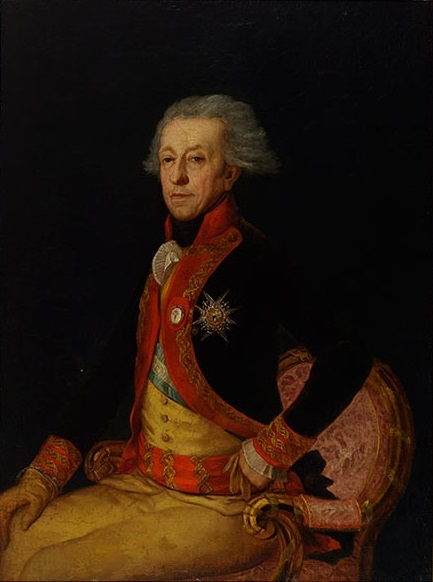
Replika w Fundacji Selgas-Fagalde, 110 × 81 cm

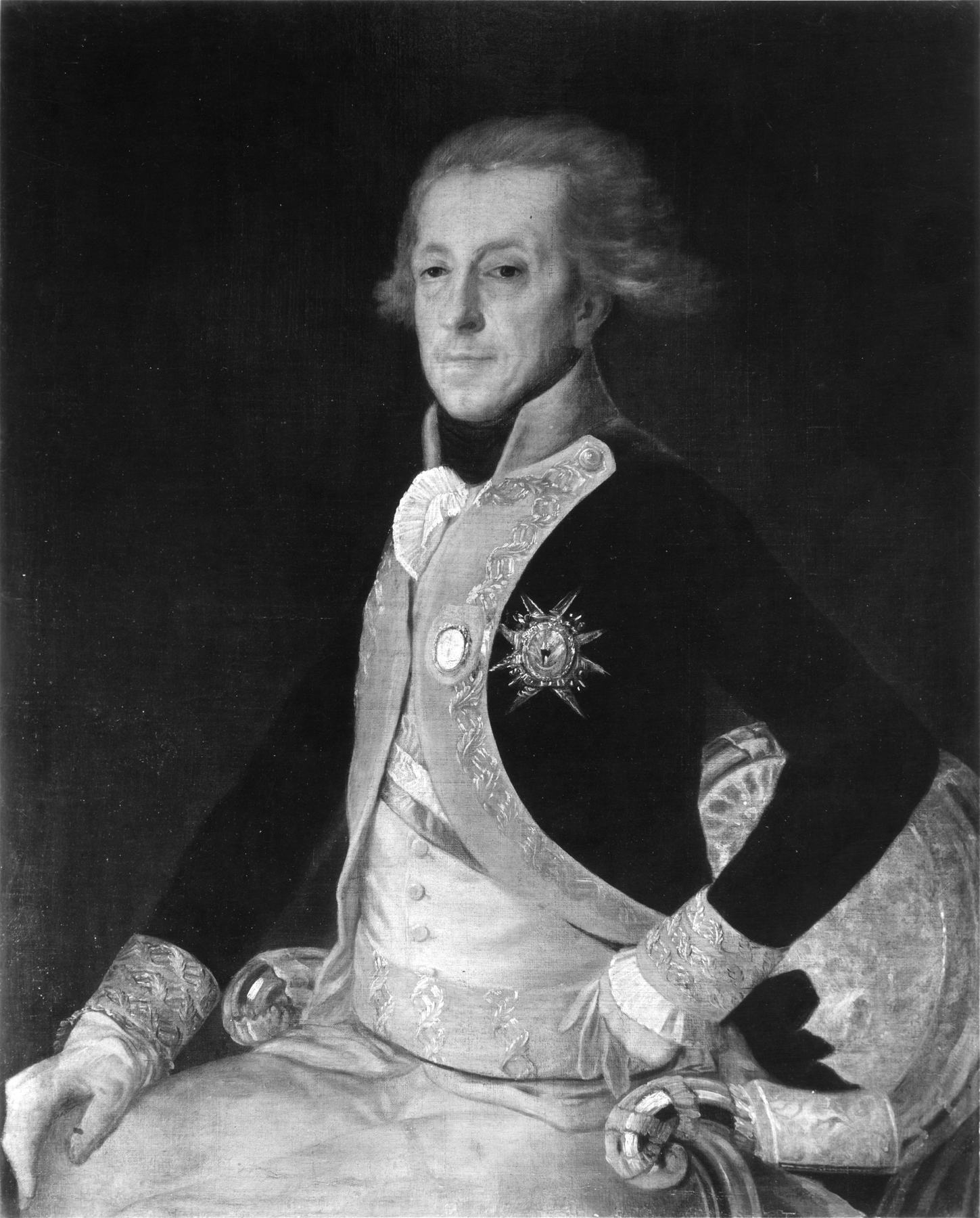
Replika w Walters Art Museum, 94,8 × 74,8 cm

Generał Antonio Ricardos (hiszp. Retrato del general Antonio Ricardos) – obraz olejny hiszpańskiego malarza Francisca Goi (1746–1828). Wizerunek generała Antonia Ricardosa powstał dla różnych instytucji wojskowych w celu uhonorowania ważnego zwycięstwa w bitwie pod Truilles. Obecnie jest eksponowany w Muzeum Prado, repliki znajdują się w Fundacji Selgas-Fagalde i w Walters Art Museum w Baltimore.

## Okoliczności powstania
Generał Antonio Ricardos (1727–1794) był utalentowanym dowódcą i reformatorem wojska, a także człowiekiem oświecenia, miłośnikiem poezji, muzyki i sztuki. Za swoje liberalne poglądy zesłano go do Guipuzkoa, został zrehabilitowany dopiero pod koniec życia. Wyróżnił się, zadając klęskę Francuzom w bitwie pod Truilles we wrześniu 1793. Portret został namalowany po bitwie, wskazują na to widoczne na mundurze generalskie galony (capitán general), które otrzymał 22 września 1793. Obraz mógł więc powstać między wrześniem 1793 a marcem 1794, miesiącem, w którym portretowany zmarł na zapalenie płuc lub pośmiertnie. Goya namalował także generała w całej postaci, na tle armaty upamiętniającej zwycięską bitwę pod Truilles.
Istnieją trzy wersje pół-postaciowego portretu zachowane w kolekcjach różnych muzeów. Obraz z Prado był darem od wdowy po generale dla Manuela Godoya, w podzięce za rehabilitację męża. Ricardos jako Aragończyk popierał hrabiego Arandę aż do jego upadku w 1792, kiedy ten został zastąpiony przez Godoya. Portretowi towarzyszył list od wdowy, w którym pisała, że „Goi udało się przenieść nie tylko twarz, ale także wyraz jego duszy”. Replika znajduje się w zbiorach Fundacji Selgas-Fagalde (Cudillero, Asturia), a kolejna w Walters Art Museum w Baltimore. Istnieje także rycina wykonana na podstawie obrazu Goi autorstwa Blasa Ametllera, wykorzystana jako ilustracja do okładki panegiryku na cześć generała napisanego w 1795 przez José Martíneza de Herbas, markiza Almenara.

## Opis obrazu
Goya przedstawił generała na ciemnym, neutralnym tle kontrastującym z żywymi barwami jego stroju. Siedzi mocno wyprostowany w rzeźbionym fotelu obitym łososiowym materiałem. Jest elegancko ubrany w wojskowy mundur generała – Ricardos przywiązywał wagę do wykwintnego obejścia i ubioru. Na jego strój składają się: czarny kaftan wykończony czerwonym materiałem ze złotymi galonami oraz żółte spodnie, kamizelka i rękawiczki. Na czerwonej klapie kaftana widoczne są insygnia Zakonu Santiago, a na piersi Wielki Krzyż Orderu Karola III i jego biało-niebieska wstęga.
Portret powstał krótko przed śmiercią generała, kiedy ten był już chory. Wyjaśnia to pustkę w jego oczach i wrażenie udręki dodatkowo podkreślone przez siwe włosy. Na jego postarzałej twarzy widać zarówno doświadczenia kampanii wojskowych, jak i radość z niedawnego zwycięstwa. Na czole pozostał jasny ślad po kapeluszu, podczas gdy reszta twarzy jest lekko opalona słońcem. Portret jest realistyczny, niemal fotograficznie wierny.
Drobiazgowe wykończenie niektórych szczegółów obrazu, takich jak ordery, hafty, koronki i obicie fotela, pozwala przypuszczać, że zostały namalowane przez innego malarza. Według niektórych badaczy praca ta mogła być dokładnym studium do całopostaciowego portretu przy armacie wykonanego w tym samym czasie, ten fakt tłumaczyłby współpracę innego malarza przy wykończeniu obrazu.

## Proweniencja
Francisca María Dávila, hrabina Truillás i wdowa po generale podarowała portret Manuelowi Godoyowi w kwietniu 1794. W 1813 został zarekwirowany przez króla Ferdynanda VII z całym majątkiem Godoya, w 1814 zwrócony jego żonie hrabinie Chinchón; znalazł się w pałacu w Boadilla del Monte. W lewym dolnym rogu tej wersji znajduje się biały monogram „cc” z małą koroną, właściwy dla obrazów z kolekcji Godoya zwróconych hrabinie. W 1899 Pedro Fernández Durán odkupił obraz od spadkobierców hrabiny i w 1930 przekazał go Muzeum Prado w spadku.
Wersja z Walters Art Museum została zakupiona przez Henry’ego Waltersa w 1909, a w 1931 stała się częścią kolekcji utworzonego przez Waltersów muzeum.